# Sócrates Pedro
Sócrates Pedro de Melo (Campina Grande, 2 de maio de 1938), também conhecido por Sócrates Pedro, é um advogado e político brasileiro. É atualmente filiado ao PODE.

## Carreira política
Sócrates Pedro foi eleito deputado estadual pela primeira vez em 1974, pela ARENA, recebendo 6.436 votos. Reelegeu-se em 1978, 10.961 votos, e 1982,  obteve 11.065 sufrágios, desta vez pelo PDS. Nas 1986, tentou o quarto mandato seguido para a Assembleia Legislativa pelo PFL, desta vez não tendo êxito - foram 6.379 votos recebidos.
Não disputou nenhum cargo eletivo entre 1990 e 1998, voltando ao cenário político em 2000, agora para tentar uma vaga na Câmara de Vereadores de João Pessoa, pelo PPB. Obteve apenas 443 votos. Ficou fora da eleição de 2002, regressando em 2004, pelo PSC, pelo qual até hoje é filiado, como candidato a prefeito da capital paraibana, tendo como vice Fernando Vieira, do PMN. Porém, Sócrates anunciou que estava renunciando à disputa eleitoral, alegando "questões de foro íntimo" para a desistência. O pedido renúncia foi feito pelo filho do ex-deputado, e Fernando Vieira foi promovido à cabeça de chapa (ele, no entanto, renunciaria na reta final da campanha).
Após 14 anos fora das disputas eleitorais, voltou nas eleições de 2018, como candidato a deputado estadual aos 80 anos de idade, sendo o mais velho entre os postulantes ao cargo (apenas o senador José Maranhão, que disputou o governo da Paraíba pelo MDB, era mais velho que ele). Apoiou inicialmente a candidatura de Lucélio Cartaxo (PV), entretanto mudou de lado e passou a apoiar Maranhão no restante da campanha. 